# Cormeray
Cormeray är en kommun i departementet Loir-et-Cher i regionen Centre-Val de Loire i de centrala delarna av Frankrike. Kommunen ligger i kantonen Contres som tillhör arrondissementet Blois. År 2022 hade Cormeray 1 568 invånare.

## Befolkningsutveckling
Antalet invånare i kommunen Cormeray
| Referens: INSEE |